# Radball-Weltcup 2018
Der Radball-Weltcup 2018 war die 17. Austragung des von der UCI veranstalteten Radball-Weltcups. Die regulären Weltcupturniere fanden vom 14. April bis zum 3. November statt, das Finale am 19. Januar 2019 in Klein-Gerau. Patrick Schnetzer und Markus Bröll vom RC Höchst gewannen das Weltcup-Finale zum dritten Mal in Folge.

## Modus
Es fanden acht Turniere statt, davon sieben in Europa und eins in Asien. Diese dienten der Qualifikation für das Weltcup-Finale. Erstmals nahmen Mannschaften aus Armenien und Liechtenstein am Weltcup teil.
Es waren je drei Teams aus den vier besten Nationen der letzten Weltmeisterschaft qualifiziert sowie zwei Teams aus der fünftplatzierten Nation. Aus allen weiteren Ländern war maximal ein Team teilnahmeberechtigt. Hinzu kamen noch die Teams, welche mit einer Wildcard des Veranstalters teilnehmen konnten.

## Turnier-Übersicht
| Turnier    | Austragungsort | Datum           | Gewinner       | Zweiter      | Dritter          |
| ---------- | -------------- | --------------- | -------------- | ------------ | ---------------- |
| 1. Turnier | Kamenz         | 14. April       | RV Obernfeld   | RC Höchst 2  | RMC Stein        |
| 2. Turnier | Altdorf        | 28. April       | RC Höchst 1    | RC Höchst 2  | RS Altdorf 1     |
| 3. Turnier | Beringen       | 26. Mai         | RC Höchst 2    | RV Obernfeld | RMV Pfungen      |
| 4. Turnier | Hongkong       | 11. August      | RKV Denkendorf | RMV Mosnang  | RSV Osaka        |
| 5. Turnier | Krofdorf       | 8. September    | RC Höchst 1    | RMC Stein    | SG Sulz/Dornbirn |
| 6. Turnier | Sangerhausen   | 29. September   | RC Höchst 1    | RV Obernfeld | RSV Waldrems     |
| 7. Turnier | St. Gallen     | 12. Oktober     | RMC Stein      | RSV Waldrems | RMV Pfungen      |
| 8. Turnier | Höchst         | 3. November     | RC Höchst 2    | RC Höchst 1  | RMV Pfungen      |
| Finale     | Klein-Gerau    | 19. Januar 2019 | RC Höchst 1    | RC Höchst 2  | RS Altdorf 1     |

## Punktestand
Für jedes Weltcupturnier wurden Weltcuppunkte vergeben. Nach den ersten acht Turnieren wurden die Punkte jedes Teams addiert, und die acht Teams mit den meisten Punkten gelangten ins Finale. Dazu kam ein asiatisches Team sowie das Heimteam des Final-Veranstalters.
| Rang   | 1  | 2  | 3  | 4  | 5  | 6  | 7  | 8  | 9  | 10 |
| Punkte | 50 | 45 | 40 | 35 | 30 | 25 | 20 | 18 | 16 | 14 |

Der Punktestand entschied nur darüber, welche Teams ins Finale gelangten. Dort hatten jedoch alle Teams die Chance auf den Gesamtsieg.
Die mit gelb hinterlegten Teams waren fürs Finale qualifiziert. Rechts sind die Ränge bei den einzelnen Turnieren dargestellt.
| Rang | Team                   | Spieler              | Spieler                | Punkte | Deutschland    | Schweiz        | Belgien        | Hongkong       | Deutschland    | Deutschland    | Schweiz        | Osterreich     |
| ---- | ---------------------- | -------------------- | ---------------------- | ------ | -------------- | -------------- | -------------- | -------------- | -------------- | -------------- | -------------- | -------------- |
| 1    | RC Höchst 1            | Patrick Schnetzer    | Markus Bröll           | 195    | –              | Goldmedaille   | –              | –              | Goldmedaille   | Goldmedaille   | –              | Silbermedaille |
| 2    | RC Höchst 2            | Simon König          | Florian Fischer        | 190    | Silbermedaille | Silbermedaille | Goldmedaille   | –              | –              | –              | –              | Goldmedaille   |
| 3    | RV Obernfeld           | Andre Kopp           | Raphael Kopp           | 170    | Goldmedaille   | 5              | Silbermedaille | –              | –              | Silbermedaille | –              | –              |
| 4    | RMC Stein              | Gerhard Mlady        | Bern Mlady             | 170    | Bronzemedaille | –              | –              | –              | Silbermedaille | –              | Goldmedaille   | 4              |
| 5    | RSV Waldrems           | Marcel Schüle        | Björn Bootsmann        | 145    | 4              | –              | –              | –              | –              | Bronzemedaille | Silbermedaille | 6              |
| 6    | RMV Pfungen            | Severin Waibel       | Benjamin Waibel        | 145    | –              | –              | Bronzemedaille | –              | –              | 6              | Bronzemedaille | Bronzemedaille |
| 7    | RS Altdorf 1           | Roman Schneider      | Paul Looser            | 125    | 7              | Bronzemedaille | –              | –              | 5              | –              | 4              | –              |
| 8    | SG Sulz/Dornbirn       | Kevin Bachmann       | Stefan Feurstein       | 120    | 6              | –              | 6              | –              | Bronzemedaille | –              | 5              | –              |
| 9    | VC Dorlisheim          | Quentin Seyfried     | Mathias Seyfried       | 105    | –              | 7              | 4              | –              | –              | –              | 7              | 5              |
| 10   | RS Altdorf 2           | Claudio Zotter       | Simon Marty            | 104    | –              | 4              | 5              | –              | 6              | –              | –              | 10             |
| 11   | SC Svitávka            | Jiří Hrdlička        | Pavel Loskot           | 101    | 5              | –              | –              | –              | 7              | 4              | –              | 9              |
| 12   | TJ Favorit Brno        | Robert Zvolánek      | Jan Havlíček           | 82     | 9              | 8              | –              | –              | 8              | 5              | –              | –              |
| 13   | MO Svitávka            | Pavel Vitula         | Pavel Richter          | 75     | –              | 9              | 8              | –              | –              | 9              | 6              | –              |
| 14   | HZG Beringen 1         | Brecht Damen         | Niels Dirikx           | 70     | –              | –              | 7              | –              | –              | 10             | 9              | 7              |
| 15   | RKV Denkendorf         | Valentin Notheis     | Felix Weinert          | 50     | –              | –              | –              | Goldmedaille   | –              | –              | –              | –              |
| 16   | MH 2                   | Wing Thai Ho         | Chun Hin Kwan          | 49     | –              | 10             | –              | 4              | –              | –              | –              | –              |
| 17   | RMV Mosnang            | Roger Artho          | Manuel Mutti           | 45     | –              | –              | –              | Silbermedaille | –              | –              | –              | –              |
| 18   | RSV Osaka              | Yusuke Murakami      | Yuma Takahashi         | 40     | –              | –              | –              | Bronzemedaille | –              | –              | –              | –              |
| 19   | RSV Krofdorf           | Sascha Götz          | Luca Wagner            | 35     | –              | –              | –              | –              | 4              | –              | –              | –              |
| 20   | Mauba                  | Hideki Yasui         | Takuma Tanikawa        | 30     | –              | –              | –              | 5              | –              | –              | –              | –              |
| 21   | RS Altdorf 3           | Beda Planzer         | Fabian Hauri           | 25     | –              | 6              | –              | –              | –              | –              | –              | –              |
| 22   | CC Tachikawa           | Ko Matsuda           | Riku Akutsa            | 25     | –              | –              | –              | 6              | –              | –              | –              | –              |
| 23   | Lo Champ               | Man Fai Lo           | Ka Kin Cha             | 20     | –              | –              | –              | 7              | –              | –              | –              | –              |
| 24   | RSV Sangerhausen       | Eric Haedicke        | Max Rückschloss        | 20     | –              | –              | –              | –              | –              | 7              | –              | –              |
| 25   | RV Lustenau            | Martin Lingg         | Daniel König           | 18     | –              | –              | –              | –              | –              | –              | –              | 8              |
| 26   | RSC Schiefbahn         | Sven Holland-Moritz  | Marius Herrmans        | 18     | 8              | –              | –              | –              | –              | –              | –              | –              |
| 27   | RVW Naurod             | Marco Wagner         | Till Wehner            | 18     | –              | –              | –              | –              | –              | 8              | –              | –              |
| 28   | OUE                    | Hiroaki Tamamatsu    | Takuma Minami          | 18     | –              | –              | –              | 8              | –              | –              | –              | –              |
| 29   | VC Ruggell             | Markus Schönenberger | Lukas Schönenberger    | 18     | –              | –              | –              | –              | –              | –              | 8              | –              |
| 30   | Armenien               | Arnak Mkhitaryan     | Artak Voskanyan        | 16     | –              | –              | 9              | –              | –              | –              | –              | –              |
| 31   | SC Svitávka U23        | Jiří Hrdlička jun.   | Roman Staňek           | 16     | –              | –              | –              | –              | 9              | –              | –              | –              |
| 32   | Johor Bahru            | Mohamad Dahalan      | Muhamad Ahmad Tajuddin | 16     | –              | –              | –              | 9              | –              | –              | –              | –              |
| 33   | SG Lückersdorf-Gelenau | Marco Richter        | Ricardo Slota          | 14     | 10             | –              | –              | –              | –              | –              | –              | –              |
| 34   | SG Sulz/Dornbirn U23   | Jonas Hron           | Max Schwendinger       | 14     | –              | –              | –              | –              | 10             | –              | –              | –              |
| 35   | HZG Beringen 2         | Bjorn Stockmans      | Tim Primavesi          | 14     | –              | –              | 10             | –              | –              | –              | –              | –              |
| 36   | One Wheel              | Wing Sun Mak         | Chun To Chui           | 14     | –              | –              | –              | 10             | –              | –              | –              | –              |
| 37   | VC Möhlin              | Simon Fischler       | Luc Graf               | 14     | –              | –              | –              | –              | –              | –              | 10             | –              |

## Weltcup-Finale
Die Wildcard im Finale erhielt das heimische Team des RMSV Klein-Gerau. Vertreter Asiens im Finale war der RSV Osaka.
Die zehn Teams wurden in zwei Fünfer-Gruppen unterteilt, innerhalb derer jeder gegen jeden spielte. Danach spielten die Fünftplatzierten der beiden Gruppen um Rang 9 und 10, die beiden Viertplatzierten um Rang 7 und 8 und die beiden Drittplatzierten um Rang 5 und 6. Die Sieger der beiden Gruppen spielten im Halbfinale gegen den Zweitplatzierten der anderen Gruppe um einen Finalplatz. Die Verlierer der beiden Halbfinale spielten um Rang 3 und 4 und die beiden Gewinner um den Gesamtweltcup-Sieg.

### Vorrunde

#### Gruppe 1
| Rang | Team             | HÖC    | STE    | KLG   | SUD   | PFU   | S | U | N | Tore  | Punkte |
| ---- | ---------------- | ------ | ------ | ----- | ----- | ----- | - | - | - | ----- | ------ |
| 1    | RC Höchst 1      |        | 11 : 4 | 9 : 3 | 6 : 2 | 2 : 2 | 3 | 1 | 0 | 28:11 | 10     |
| 2    | RMC Stein        | 4 : 11 |        | 8 : 1 | 5 : 7 | 4 : 3 | 2 | 0 | 2 | 21:22 | 6      |
| 3    | RMSV Klein-Gerau | 3 : 9  | 1 : 8  |       | 4 : 3 | 3 : 3 | 1 | 1 | 2 | 11:23 | 4      |
| 4    | SG Sulz/Dornbirn | 2 : 6  | 7 : 5  | 3 : 4 |       | 2 : 2 | 1 | 1 | 2 | 14:17 | 4      |
| 5    | RMV Pfungen      | 2 : 2  | 3 : 4  | 3 : 3 | 2 : 2 |       | 0 | 3 | 1 | 10:11 | 3      |

#### Gruppe 2
| Rang | Team         | HÖC   | ALT   | OBE    | WAL   | OSA    | S | U | N | Tore  | Punkte |
| ---- | ------------ | ----- | ----- | ------ | ----- | ------ | - | - | - | ----- | ------ |
| 1    | RC Höchst 2  |       | 7 : 1 | 3 : 1  | 4 : 4 | 7 : 1  | 3 | 1 | 0 | 21:7  | 10     |
| 2    | RS Altdorf 1 | 1 : 7 |       | 5 : 3  | 3 : 2 | 7 : 2  | 3 | 0 | 1 | 16:14 | 9      |
| 3    | RV Obernfeld | 1 : 3 | 3 : 5 |        | 3 : 2 | 11 : 1 | 2 | 0 | 2 | 18:11 | 6      |
| 4    | RSV Waldrems | 4 : 4 | 2 : 3 | 2 : 3  |       | 4 : 2  | 1 | 1 | 2 | 12:12 | 4      |
| 5    | RSV Osaka    | 1 : 7 | 2 : 7 | 1 : 11 | 2 : 4 |        | 0 | 0 | 4 | 6:29  | 0      |

### Finalrunde
| 1. Halbfinale           |   |              |        |
| RC Höchst 1             | – | RS Altdorf 1 | 8 : 0  |
| 2. Halbfinale           |   |              |        |
| RMC Stein               | – | RC Höchst 2  | 3 : 5  |
| Spiel um Platz 9 und 10 |   |              |        |
| RMV Pfungen             | – | RSV Osaka    | 9 : 0  |
| Spiel um Platz 7 und 8  |   |              |        |
| SG Sulz/Dornbirn        | – | RSV Waldrems | 8 : 5  |
| Spiel um Platz 5 und 6  |   |              |        |
| RMSV Klein-Gerau        | – | RV Obernfeld | 3 : 11 |
| Spiel um Platz 3 und 4  |   |              |        |
| RS Altdorf 1            | – | RMC Stein    | 7 : 6  |
| Finale                  |   |              |        |
| RC Höchst 1             | – | RC Höchst 2  | 5 : 3  |

### Endstand
| Rang           | Team             | Spieler           | Spieler          |
| -------------- | ---------------- | ----------------- | ---------------- |
| Goldmedaille   | RC Höchst 1      | Patrick Schnetzer | Markus Bröll     |
| Silbermedaille | RC Höchst 2      | Simon König       | Florian Fischer  |
| Bronzemedaille | RS Altdorf 1     | Roman Schneider   | Paul Looser      |
| 4              | RMC Stein        | Gerhard Mlady     | Bernd Mlady      |
| 5              | RV Obernfeld     | André Kopp        | Raphael Kopp     |
| 6              | RMSV Klein-Gerau | René Gerbig       | Felix Moneck     |
| 7              | SG Sulz/Dornbirn | Kevin Bachmann    | Stefan Feurstein |
| 8              | RSV Waldrems     | Marcel Schüle     | Tim Lindner      |
| 9              | RMV Pfungen      | Severin Waibel    | Benjamin Waibel  |
| 10             | RSV Osaka        | Yuma Takahashi    | Yusuke Murakami  |